# 兴和北站
兴和北站位于内蒙古自治区乌兰察布市兴和县城关镇孙习夭子村，是京包客运专线张呼段的一座车站。2019年12月30日随京包客运专线北京北至乌兰察布段开通。

## 车站结构
兴和北站采用线侧平式站房，站房面宽97.8米，进深24.4米，建筑面积为3490平方米，站场规模2台4线。